# 무나부톤어군
무나·부톤어군(Muna-Buton語群)은 인도네시아 동남술라웨시주의 무나섬과 부톤섬 및 인근 지역에서 쓰이는 언어들이 속하는 어군이다. 오스트로네시아어족의 술라웨시어군에 속한다.

## 분류
에스놀로그에서는 van den Berg (2003) 및 Donohue (2004)를 따라 무나부톤어군을 다음과 같이 분류한다.
- 핵심 무나·부톤어군
  - 부톤어군
    - 동부톤어군: 라살리무어, 쿰베와하어
    - 서부톤어군: 찌아찌아어

  - 무나어군
    - 부소아어
    - 무닉어군
      - 카임불라와어
      - 서무닉어군: 리아부쿠어, 무나어 (우나어), 판차나어, 키오코어
- 투캉베시·보네라테어군: 투캉베시어, 보네라테어